# The Globe (Moorgate)

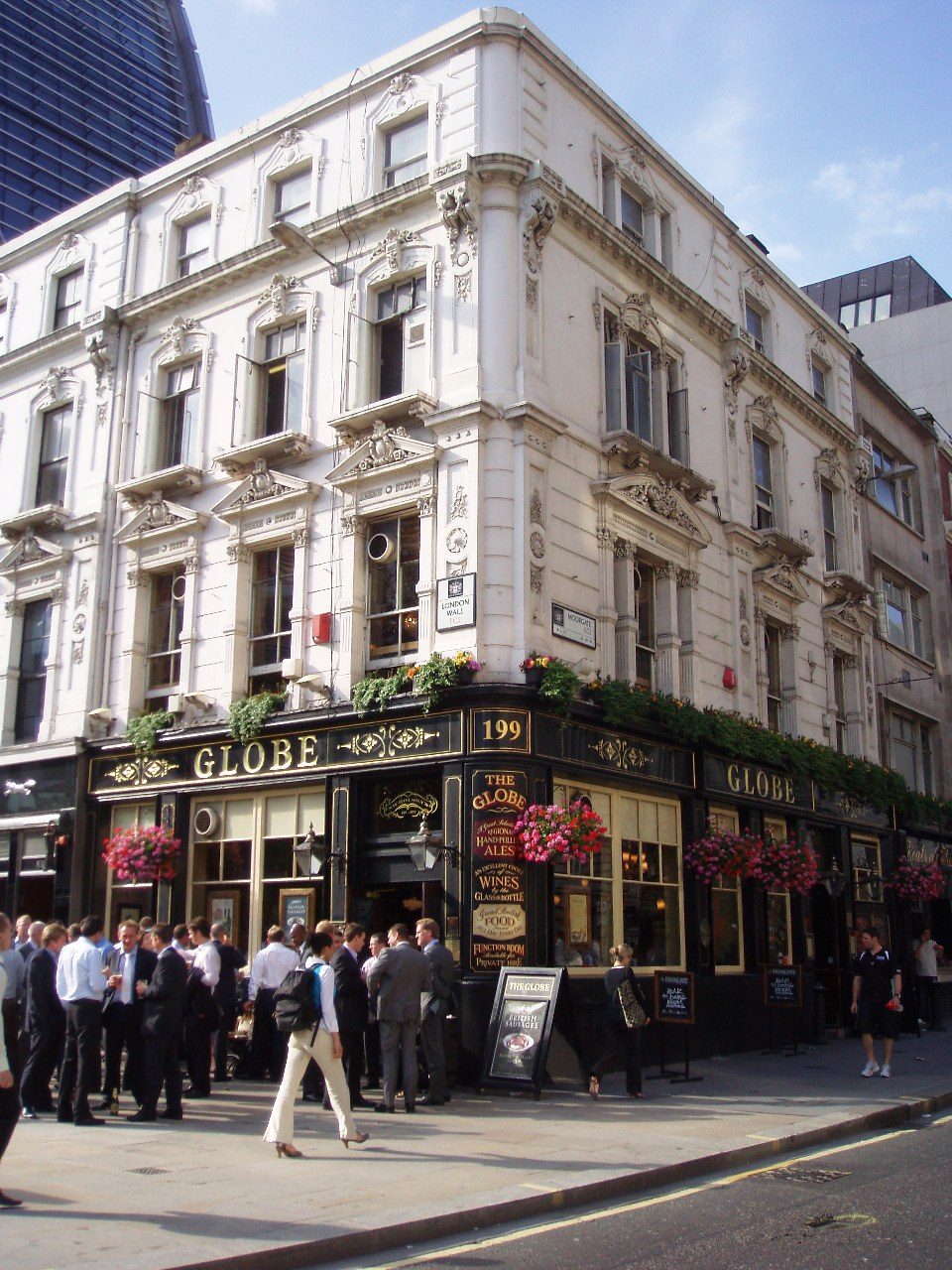
The Globe, Moorgate

The Globe é um pub em 83 Moorgate, Londres.
É um edifício listado com o Grau II, construído no início do século XIX.